# Couthures-sur-Garonne
Couthures-sur-Garonne (gaskognisch Coturas sus Garona) ist eine französische Gemeinde mit 366 Einwohnern (Stand 1. Januar 2022) im Département Lot-et-Garonne in der Region Nouvelle-Aquitaine (vor 2016 Aquitaine). Die Gemeinde gehört zum Arrondissement Marmande und zum Kanton Marmande-1. Die Einwohner werden Couthurains genannt.

## Geografie
Couthures-sur-Garonne liegt etwa acht Kilometer westnordwestlich von Marmande an der Garonne. Umgeben wird Couthures-sur-Garonne von den Nachbargemeinden Jusix im Norden und Nordwesten, Sainte-Bazeille im Osten, Gaujac im Südosten, Marcellus im Süden sowie Meilhan-sur-Garonne im Süden und Westen.

## Bevölkerungsentwicklung
| 1962                       | 1968 | 1975 | 1982 | 1990 | 1999 | 2006 | 2018 |
| -------------------------- | ---- | ---- | ---- | ---- | ---- | ---- | ---- |
| 564                        | 536  | 504  | 437  | 427  | 399  | 408  | 350  |
| Quellen: Cassini und INSEE |      |      |      |      |      |      |      |

## Sehenswürdigkeiten
- Kirche Saint-Léger, 1851 bis 1863 erbaut

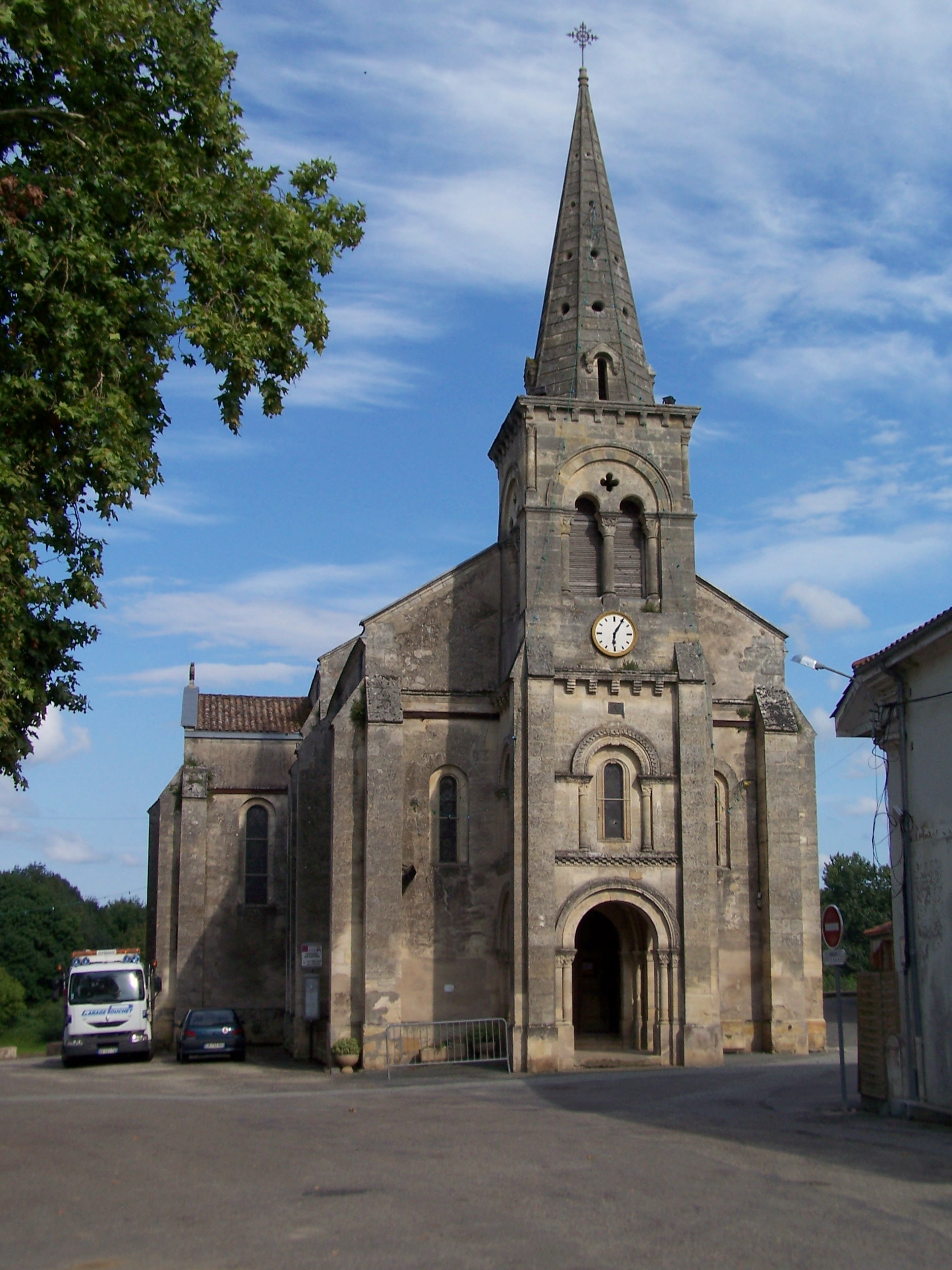
Kirche Saint-Léger